# Nyžnosirohozský rajón
Nyžnosirohozský rajón (ukrajinsky Нижньосірогозький район) byl rajón v Chersonské oblasti na Ukrajině. Hlavním městem byly Nyžni Sirohozy a rajón měl přibližně 15 tisíc obyvatel. 

## Sídla v rajónu
- Nyžni Sirohozy